# Lombarďané na první křížové výpravě
Lombarďané na první křížové výpravě (I Lombardi alla prima crociata), zkráceně Lombarďané, je v pořadí čtvrtá opera Giuseppe Verdiho (1813–1901) z roku 1843. Autorem libreta je Temistocle Solera (1815 – 1878).

## Historie
Přijetí Lombarďanů v milánském operním domě Teatro alla Scala o premiéře 11. února 1843 bylo ještě bouřlivější než přijetí předchozí průlomové Verdiho opery Nabucco v roce předcházejícím. Nemalou zásluhu na tom měly znovu sbory: O mia patria (O má vlasti) a Gerusalem (Jeruzalém). Verdimu se proto začalo přezdívat otec sborů. Svůj podíl na účinku měl opět i námět: osvobození Svaté země, kterou nadšené divadlo spojovalo s obrazem nesvobodné Itálie. Lombarďany Verdi připsal parmské vévodkyni Marii Luise, která mu stipendiem a pasem umožnila studovat v Miláně, a tedy vlastně počátek kariéry.

## Hlavní postavy
- ARVINO (tenor) a
- PAGANO/POUSTEVNÍK (bas), synové Folca
- VICLINDA, Arvinova manželka (soprán)
- GISELDA, jejich dcera (soprán)
- PIRRO, Arvinův panoš, později kajícný zběh (bas)
- PRIOR, převor města Milána (tenor)
- ACCIANO, tyran z Antiochie (bas)
- ORONTE, jeho syn (tenor)
- SOFIA, Accianova manželka (soprán)

## Obsah
Děj opery se odehrává na pozadí skutečných historických událostí známých jako První křížová výprava (1095 - 1099), a to v Lombardii (Miláně), Antiochii a v Palestině.

### První dějství - Pomsta
Pagano a Arvino jsou synové jednoho z lombardských šlechticů, válečníka Folca. Pagano, hluboce zamilovaný do Viclindy a rozzuřený tím, že dává přednost jeho bratrovi, ho napadl a zranil a pak uprchl ze své země. Když se zvedne opona, spatříme mnichy a lid shromážděný před kostelem svatého Ambrože v Miláně - Lombardii, aby oslavili návrat omilostněného viníka. Pagano přichází a jeho bratr mu srdečně odpouští a objímá ho. V srdci Pagana však stále doutnají tytéž neuhasitelné vášně. Znovu uvažuje o zničení svého bratra a o ovládnutí své švagrové. V noci vnikne se zbraní v ruce do jeho příbytku, ale ve tmě si svou oběť splete a místo bratra zabije vlastního otce. Výčitky svědomí se ho zmocní a on prchá do palestinské pouště, aby odčinil svůj zločin, a pod rouchem poustevníka získává velkou úctu svatosti.

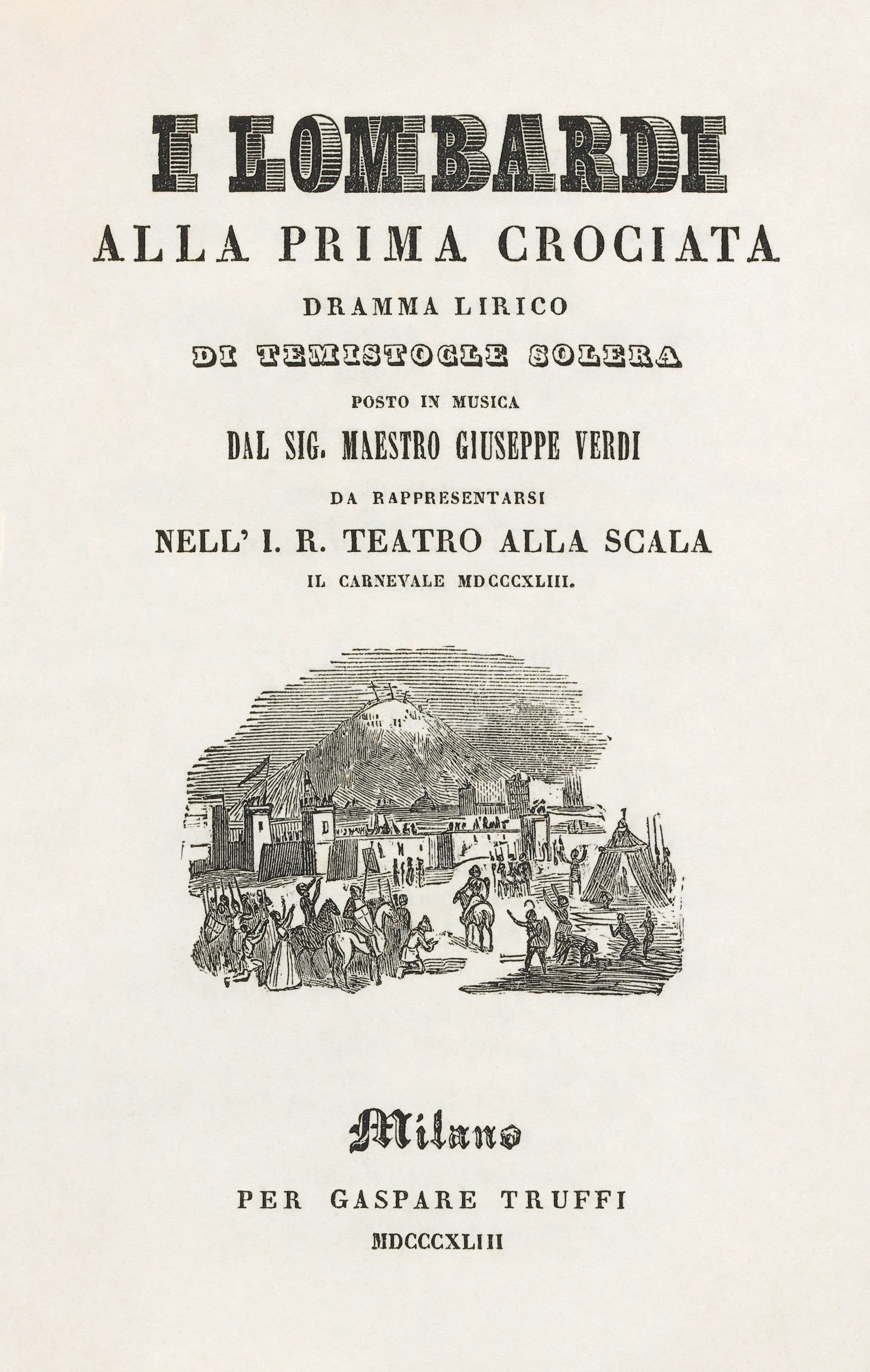
Titulní stránka libreta z roku 1843

### Druhé dějství - Muž v jeskyni
Uplynuly roky pokání - je to v době, kdy byli všichni křesťanští rytíři a knížata svoláni na první křížovou výpravu a Arvino se svými stoupenci přibyl do Palestiny jako velitel Lombarďanů. Zde se brzy uchýlí ke svatému poustevníkovi (Paganovi) do jeho horského útočiště a hledá u Poustevníka radu a útěchu ve svých bolestech, neboť muslimský náčelník z Antiochie mu v konfliktu unesl dceru Giseldu. Pagano, skrytý pod svým rouchem, slibuje ukončení bratrova trápení, o němž ví, že ho může ukončit, neboť Pirro, dříve Arvinův panoš a důvěrník, nyní kajícný zběh, slíbil, že Antiochii, kde má velení, vydá křesťanským hordám. V tom městě je Giselda uvězněna, je v Oronteově harému, ale chráněna jeho matkou Sofií (tajně křesťankou) a vášnivě milována jejím synem, který se pod vlivem lásky rozhodne obrátit na její víru. Giselda zapomíná na své křesťanské přátele a až příliš ochotně naslouchá slibům svého muslimského milence. Antiochie je však zrazena křesťanům, vedeným Arvinem a Paganem, všichni muslimové jsou usmrceni a Giselda si svým nářkem nad osudem svého věrného milence přivolává na svou hlavu hněv svého otce.

### Třetí dějství - Přeměna
V úkrytu, kam se Giselda uchýlila před hněvem svého otce, se znovu objeví její milenec Oronte, který uprchl před svými nepřáteli, v převleku Lombarďana. Milenci spolu prchají, ale pronásledováni křesťany Oronte utrpí smrtelné zranění. Pagano přichází a odvádí ho do své cely a tam muslimský kníže umírá jako křesťanský konvertita.

### Čtvrté dějství - Boží hrob
Giselda je ve svém zoufalství díky božímu zásahu těšena vidinou ráje. Pagano, který se stal strážným duchem svého bratra, ho doprovází při obléhání Jeruzaléma, kde mu zachrání život a je smrtelně zraněn. Když Pagano umírá, sundá si kápi a odhalí své jméno. Jeho smrt tvoří závěrečnou katastrofu opery. Jeruzalém – Boží hrob je křesťany dobyt a vyrván muslimům.